# Saint-Beaulize
Saint-Beaulize település Franciaországban, Aveyron megyében. Lakosainak száma 100 fő (2022. január 1.). Saint-Beaulize Cornus, Marnhagues-et-Latour, Fondamente, Sainte-Eulalie-de-Cernon és Saint-Jean-et-Saint-Paul községekkel határos.

## Népesség
A település népessége az elmúlt években az alábbi módon változott:
| Lakosok száma | 93   | 93   | 86   | 98   | 107  | 100  | 89   | 88   | 87   | 100  |
|               | 1968 | 1982 | 1990 | 2006 | 2013 | 2015 | 2017 | 2019 | 2020 | 2022 |